# Khattiya Sawasdiphol
Khattiya Sawasdiphol (en tailandés: พล ตรี ดร. ขัตติยะ ส วัส ดิ ผล ) (2 de junio de 1951- 17 de mayo de 2010, Bangkok), alias Seh Daeng (en tailandés: เสธ. แดง  en español: Comandante Rojo), fue un general de división del Real Ejército de Tailandia, que estuvo asignado a los Comandos de Operaciones de Seguridad Interna.
En octubre de 2008, en plena crisis política en Tailandia de aquel año, para apoyar a los gobiernos elegidos democráticamente, decidió unirse al Frente Unido Nacional por la Democracia contra la Dictadura, los denominados Camisas Rojas, frente a una mayoría del ejército que dio el golpe de Estado de 2006 que, o bien se declaraban neutrales, o bien amenazaban con un nuevo golpe de Estado, y que además lo habían depurado bajo la instrucción del general Seripisut Temiyavet.
Tras la crisis de 2008 que terminó derribando al gobierno, con el triunfo de los denominados Camisas Amarillas, fue suspendido de nuevo por el general Anupong Paochinda.
Durante la crisis de 2010, esta vez encabezada por los Camisas Rojas contra el gobierno de Abhisit Vejjajiva, Khattiya fue acusado por el gobierno de participar en la matanza de varios miembros del ejército y se decretó orden de busca y captura. Khattiya fue tiroteado el 13 de mayo, herido muy grave en la cabeza, al mismo tiempo que el ejército se preparaba para el asalto de las posiciones que ocupaban los Camisas Rojas en Bangkok desde el 13 de marzo. Los sucesos tuvieron lugar el mismo día que el gobierno rompía el pacto con los manifestantes de convocar elecciones en noviembre.
Falleció el 17 de mayo, tras cuatro días en coma, al mismo tiempo que los Camisas Rojas solicitaban un alto el fuego.